# 柯宇綸
柯宇綸（英語：Lawrence Ko，1977年4月28日—），臺灣男演員，生於台灣台北市。父親為台灣導演暨演員柯一正。

## 生平
5歲參演電影《搭錯車》，12歲參演電影《牯嶺街少年殺人事件》，在楊德昌導演的教導下開始台灣新浪潮電影的學習之路，陸續拍攝電影《麻將》、《一一》。就讀台北藝術大學戲劇系，指導老師為綠光劇團團長羅北安。軍中服役近兩年退伍轉攻幕後，於「聚點影視」擔任製片助理，後昇任製片同時兼任後期特效。隨後轉職於「十月影視」擔任符昌鋒導演的副導和剪接，後昇任導演在2003~2008年拍攝多部廣告作品。

## 政治立場
柯宇綸被指支持反對兩岸服貿協議的「太陽花運動」並支持「台獨」。2018年3月28日，國台辦發言人安峰山在記者會上表示，他主演的《強尼‧凱克》已在大陸被擱置上映。安峰山在國台辦新聞發佈會回答香港中評社中評網記者的問題時表示：「據瞭解，有關主管部門已經掌握你所提到的這個情況，而且表示說，不會允許持『台獨』立場和具有『台獨』言行的臺灣藝人參與的影片在大陸上映。如果這些臺灣藝人認識到『台獨』的錯誤和危害，從思想上、行動上發生轉變，我們持歡迎態度。」柯宇綸至今未曾對該指控作出任何回應與聲明。
2020年1月5日，柯宇綸在台北街頭朝中華統一促進黨比中指，遭到該黨成員毆打。隨後雙方來到警局做筆錄，柯表示不打算提告，雙方握手後離開警局。

## 爭議
2011年10月，柯宇綸騎乘機車到台北市某PUB消費後，離去時發現安全帽遺失，便以打火機燒斷別的機車的安全帽帽帶，意圖竊取之。全程遭監視攝影機拍下。其後不慎引發火警，波及7輛汽機車。柯宇綸被台北地檢署依《中華民國刑法》公共危險罪起訴。之後柯宇綸與7名車主以新台幣21萬元達成和解，車主撤回告訴。
2021年10月18日，柯宇綸在Facebook網友「魔魔嘎嘎」貼文底下留言「祝福台島演藝圈早日解嚴」，諷刺中華人民共和國政治環境，遭許姓網友留言「好的，塔綠班」。柯宇綸提起民事訴訟向許姓網友求償新台幣20萬元，並強調對「塔綠班」三字零容忍。2022年11月18日，臺灣臺北地方法院一審判決，許姓網友是針對可受公評之事進行適當評論，而且以戲謔的方式反諷柯宇綸，非情緒性謾罵，應受《中華民國憲法》言論自由之保障，並未侵害柯宇綸的名譽權，因此免賠。資深媒體人朱凱翔在其Facebook粉絲專頁「不演了新聞台」發文諷刺柯宇綸，「法院認證的天字第一號塔綠班兵，洞洞么（001），柯宇綸；兵科專長：已知用火」。
2022年6月22日，動物星球頻道Facebook粉絲專頁發文介紹白虎，柯宇綸留言「中國的事可以不用提」；部分網友留言抨擊柯宇綸不懂尊重，並指柯宇綸為塔綠班。柯宇綸未回應。

## 演出作品

### 電影
| 上映年份 | 電影名稱               | 角色            | 導演   |
| 1983年   | 搭錯車                 |                 | 虞戡平 |
| 1983年   | 帶劍的小孩             |                 | 柯一正 |
| 1986年   | 戀戀風塵               | 林太太兒子      | 侯孝賢 |
| 1988年   | 我愛瑪麗               |                 | 柯一正 |
| 1991年   | 牯嶺街少年殺人事件     | 飛機            | 楊德昌 |
| 1996年   | 麻將                   | 綸綸            | 楊德昌 |
| 1998年   | 愈快乐愈堕落           | 阿哲            | 关锦鹏 |
| 2000年   | 一一                   | 綸綸            | 楊德昌 |
| 2002年   | 二月十四               | 范理泰            | 周晏子 |
| 2002年   | 三方通話               | 費迅            | 姜秀瓊 |
| 2005年   | 最好的時光（特別演出） |                 | 侯孝賢 |
| 2006年   | 一年之初               | 耗子            | 鄭有傑 |
| 2007年   | 色，戒                 | 梁潤生          | 李安   |
| 2008年   | 九降風（特別演出）     |                 | 林書宇 |
| 2009年   | 一頁台北               | 阿洪            | 陳駿霖 |
| 2010年   | 消失打看（特別演出）   |                 | 陳宏一 |
| 2011年   | 翻滾吧！阿信           | 菜脯            | 林育賢 |
| 2012年   | 野蓮香                 | 何老師          | 鄭有傑 |
| 2013年   | 親愛的奶奶             | 阿達            | 瞿友寧 |
| 2013年   | 明天記得愛上我         | Stephen(張添財) | 陳駿霖 |
| 2015年   | 念念                   | 林育男          | 張艾嘉 |
| 2017年   | 健忘村                 | 一片雲 / 金雲   | 陳玉勳 |
| 2017年   | 林北小舞               | 夢中仔          | 陳玫君 |
| 2017年   | 強尼·凱克              | 張以風          | 黃熙   |
| 2020年   | 喜從天降               | 鄭得利          | 李中   |
| 2023年   | 再見觸身               |                 | 楊升豪 |

### 電視劇
| 年份   | 頻道 | 劇名                          | 飾演     | 導演           |
| 2001年 |      | 逆女                          | 汪啟漢   | 柯一正         |
| 2005年 |      | 海豚愛上貓                    | 魏少朋   | 張中一         |
| 2005年 |      | 偵探物語第1集「阿嬤的魔法袋」 | 莊啟峰   | 楊雅喆、林宏杰 |
| 2009年 |      | 那一年的幸福時光              | 林英浩   | 游堅煜         |
| 2011年 |      | 華麗的挑戰                    | 新垣導演 | 馮家瑞         |
| 2014年 |      | 謊言遊戲                      | 安世捷   | 鄧安寧         |
| 2015年 |      | 公視人生劇展《偷窺心事》      | 阿仁     | 丁肇輝         |
| 2015年 |      | 公視人生劇展-《小孩》         | 哲偉     | 于瑋珊         |
| 2015年 |      | 公視學生劇展-《潮騷》         | 阿森教練 | 張盈慧         |
| 2015年 |      | 閱讀時光-《冰箱》             | 螞蟻     | 王明台         |
| 2018年 |      | 憤怒的菩薩                    | 陸宙     | 許肇任、林志儒 |
| 2021年 |      | 顧巢．抾箬仔                  | 許駿程   | 王傳宗         |
| 2023年 |      | 國際橋牌社外傳：和平歸來      | 羅士凱   | 林世章         |
| 2024年 |      | 不夠善良的我們                | 張志豪   | 徐譽庭         |

### MV
| 年份   | 歌手                  | 歌曲                 | 導演      |
| 1996年 | 張雨生                | 〈去香港看看〉       |           |
| 1996年 | 鄭智化                | 〈麻將〉             |           |
| 2004年 | 梁靜茹                | 〈寧夏〉             | 周格泰    |
| 2004年 | 辛曉琪                | 〈我也會愛上別人的〉 | 周格泰    |
| 2006年 | 曹 格                 | 〈Super woman〉          | 周格泰    |
| 2007年 | 王菀之                | 〈學會〉             | 陳宏一    |
| 2011年 | 那 英                 | 〈你不是說〉         | 比爾賈    |
| 2015年 | 阿密特                | 〈不睡〉             | 吳仲倫    |
| 2016年 | 絲襪小姐              | 〈長河夜車〉         | 詹正筠    |
| 2016年 | 安心亞                | 〈別再撐了〉         | 黃中平    |
| 2017年 | 林美秀                | 〈一片雲〉           |           |
| 2021年 | 館長陳之漢x滅火器樂團 | 〈本性倔強〉         | Punch Chu |

## 獎項
| 年份   | 獎項                          | 電影             | 角色   | 結果 |
| ------ | ----------------------------- | ---------------- | ------ | ---- |
| 2011年 | 第13屆 台北電影節 最佳男配角  | 《翻滾吧！阿信》 | 菜脯   | 獲獎 |
| 2011年 | 第48屆 金馬獎 最佳男配角      | 《翻滾吧！阿信》 | 菜脯   | 入圍 |
| 2012年 | 第6屆 亞洲電影大獎 最佳男配角 | 《翻滾吧！阿信》 | 菜脯   | 獲獎 |
| 2015年 | 第17屆 台北電影節 最佳男主角  | 《念念》         | 育男   | 入圍 |
| 2015年 | 第52屆 金馬獎 最佳男配角      | 《念念》         | 育男   | 入圍 |
| 2017年 | 第19屆 臺北電影獎 最佳男主角  | 《強尼·凱克》    | 張以風 | 入圍 |

## 外部連結
- 柯宇綸的Facebook專頁
- 柯宇綸的Instagram帳戶
- YouTube上的柯宇綸頻道
- 柯宇綸的新浪微博
- 柯宇綸在互联网电影资料库（IMDb）上的資料（英文）
- 柯宇綸在香港影庫上的簡介
- 柯宇綸在台灣電影網上的資料（繁體中文）